# Drosendorf-Zissersdorf
Drosendorf-Zissersdorf – miasto w Austrii, w kraju związkowym Dolna Austria, w powiecie Horn. Według Austriackiego Urzędu Statystycznego liczyło 1 210 mieszkańców (1 stycznia 2014).